# Bulbophyllum molossus
Bulbophyllum molossus es una especie de orquídea epifita  originaria de  	 Madagascar.

## Descripción
Es una orquídea de pequeño tamaño, con hábitos de epifita con un rizoma grueso que da lugar a alargados pseudobulbos estrechos que se envuelven por completo en la juventud con vainas obtusas delgadas y que lleva dos hojas, apicales, oblanceoladas, atenuadas desde el tercio apical a la base o cortamente peciolada. Florece en la primavera y el verano en una inflorescencia basal, de 7.5 cm  de largo, con 2 a 5  flores.

## Distribución y hábitat
Se encuentra en Madagascar   central en los bosques siempre verdes y húmedos en elevaciones de alrededor de 700 a 1500 metros.

## Taxonomía
Bulbophyllum molossus fue descrita por Heinrich Gustav Reichenbach y publicado en Flora 71: 144. 1888.
Etimología
Bulbophyllum: nombre genérico que se refiere a la forma de las hojas que es bulbosa.
molossus: epíteto latino 
Sinonimia
- Bulbophyllum sessiliflorum H.Wendl. & Kraenzl.[3][4]